# 第42回NHK紅白歌合戦
『第42回NHK紅白歌合戦』（だいよんじゅうにかいエヌエイチケイこうはくうたがっせん）は、1991年（平成3年）12月31日にNHKホールで行われた通算42回目のNHK紅白歌合戦である。19時20分 - 20時55分および21時から23時45分にNHKで生放送された。

## 概要
- 紅組司会の人選では、当初は小泉今日子に打診が行われたという。この年ミリオンセラーの大ヒットとなった「あなたに会えてよかった」を披露させるという条件付きであったが、小泉との交渉は暗礁に乗り上げ、結局小泉の紅組司会はおろか、出場歌手としての選出も白紙撤回となる。
- その後、紅組司会は急遽浅野ゆう子が抜擢された。浅野は、当時トレンディ女優として人気を博しており、その人気を背景としての抜擢となった（浅野は、当時NHKドラマへの出演が少なく、異例の抜擢でもあった）。浅野は歌手時代に出場歌手に選ばれなかったため、紅組司会に選ばれたことを大変喜び、「こんな形で紅白に出られるとは。嬉しいです」と語った[1]。なお、紅白本番時の浅野は鼻を骨折する怪我を負っていたが、その痛みに耐えながら気丈に司会を務めていたという。
- 浅野に対抗する白組司会には過去6回出場歌手としての出演歴があり、司会経験も豊富な（且つ前回を含め以前より白組司会の候補に挙がっていたとされる）堺正章が満を持して登場した。堺は、出場歌手としての選出はなく司会に徹する形となった。司会発表会見で記者団から「えっ!（紅白の司会が）初めてなんですか?」と驚かれる一幕もあった[2]。
- 総合司会には、この年NHK会長に就任しかつて紅白の制作にも長く関わっていた経験のある川口幹夫らの強い意向もあり、第23回（1972年） - 第33回（1982年）にかけて総合司会→白組司会として紅白を牽引してきた山川静夫（この時点では、厳密にはアナウンサーではなく「理事待遇」の肩書であったが、テレビ出演時には引き続き「アナウンサー」を名乗っていた）が起用された。山川にとっては、これが9年ぶりの司会復帰および第24回（1973年）以来18年ぶりの総合司会復帰となり、随所で浅野・堺のアシスタントをするなど、例年以上に重厚な司会陣が抜擢された。また、山川は史上初且つ男性では唯一の昭和・平成の紅白双方での司会経験者となった。
- 当時、58歳の山川の総合司会は第36回（1985年）における当時56歳だった先輩・鈴木健二（当時NHKアナウンサー）の白組司会を抜いて当時の男性司会者の最年長記録を打ち立てた。
- その他、『週刊女性』（1991年10月29日号、28頁）が「紅組司会は吉永小百合と福島敦子（当時NHK契約アナウンサー）で大激突」と報じたり、『ザテレビジョン』が誌上で「紅組司会:山田邦子、白組司会:逸見政孝」と両組司会の人選予想を行ったりした。山田については司会発表の前日に一部新聞で、「本紅白の紅組司会起用が決定」と誤って報じられるという出来事もあった。
- 番組内で山川が堺に「あなたどなたです?」と尋ね、堺が「私、堺です」、山川が「私、司会です」とそれぞれ返すやり取りがあった（この演出は、翌年の第43回でも行われた[3]）。
- 審査員でもある若花田勝（現：花田虎上）・貴花田光司（現：貴乃花光司）の「若貴」兄弟がセリ上がりで登場して開会を宣言した。この年以降、オープニングに趣向を凝らした大掛かりな構成・演出が採られるようになった。その一方で、長きに渡って行われてきた「選手宣誓」はこの回で一旦廃止[4]された。
- 「雨の西麻布」（1985年）以来、「出たい」と公言し紅白を狙って歌謡曲をリリースし続けたとんねるずが日本歌謡大賞受賞曲「情けねえ」を引っ下げて、遂に紅白に初出場を果たした。歌唱時には、石橋貴明が白、木梨憲武が紅のかつらと足袋、それにビキニパンツ（1枚400円、2人計で800円[5]）のみをつけ、それ以外はボディーペインティングという出で立ちで登場した。背中には、2人が並ぶと「受信料を払おう」と読めるメッセージが書かれていた[6]。会場に爆笑と歓声が起こり、視聴者は度肝を抜かれた。
- 美川憲一は第26回以降、紅白から遠ざかっていたが、1980年代終盤、ものまねブームで「ご本人登場」の第一号に。更にちあきなおみとの金鳥でのCMなどが話題になり、17年ぶりの復活となった。これは奇跡のカムバックと話題にもなり、当日の衣装はアラビアン風の豪華な物で金鳥でお馴染みの自転車で登場し、美川の代表曲でもある「さそり座の女」を歌唱した。間奏で コロッケが自転車で登場し、「お姉さまをよろしく」と書かれた垂れ幕を披露。2番のサビで美川の背中から現れ2人で歌唱した。
- 小林幸子は近年、趣向を凝らした衣装を披露していたがこの年は自身初の空中浮遊に挑戦した。この年は美川が紅白にカムバックしたこともあり、後々の豪華衣装対決につながることとなった。
- 和田アキ子は、この年12月初期に肋骨を骨折するアクシデントで入院した。その後に和田の紅白選出が決まったが、回復が間に合うかどうかが懸念されていた。和田はその後、退院して無事に本番に間に合った。そして15回出場を果たした今回紅組トリを務めることになった。「あの鐘を鳴らすのはあなた」（この年CMソングに使用され再び話題を集めた。紅白初披露でもあった）の歌唱終了後、無事歌い終えたことに安堵したのか和田の目には思わず涙が滲んでいた。
- 白組トリおよび大トリには、世界的名曲であるとの理由で谷村新司（5年連続出場達成）の「昴-すばる-」が選曲された。
- 「愛は勝つ」がヒットし、初出場したKANはこの年、モーツァルトの没年200年ということもあって、モーツァルトに扮した衣装で登場した。サビの部分から風船を持ったコーラス隊（音羽ゆりかご会※歴代の合唱団メンバーから現役メンバーまで老若男女を問わず約50名）が参加し、華やかなステージとなった。
- 第1部最後にこの年発生した雲仙普賢岳噴火災害の被災者へのメッセージソングとして出場者の1人であるさだまさし（雲仙のある長崎県出身）が作詞・作曲を手掛けた「Smile Again」を出場歌手で大合唱するというコーナーが設けられた。以後、番組内でオリジナルソング・テーマソングを歌唱する演出が恒例的に行われるようになる。
- 従来白テロップだった司会者と歌手の名前テロップに初めてアニメーションと装飾がなされるようになる。紅組の歌手紹介はオレンジ色のバー、白組は青色のバー、山川も金色のバーに名前とイニシャル（名前部分が頭文字で、名字が英字表記。グループ名がアルファベット表記の場合はカタカナ表記）が表示される。アニメーションは山川が画面奥から飛び出してきて、消える時は下に下がる。両軍司会と歌手は画面横端（紅組は左端、白組は右端）からスライドして、両軍司会はそのまま引っ込む。歌手はバーが上に向かって斜めった後、画面手前に消える。地上波の審査員・ゲスト等とBS2の全出演者に関しては従前の白テロップ。
- この年初出場となったSMAPが歌唱中に表示されるはずであった歌詞テロップがトラブルにより曲の最後まで表示されなかった。
- 石川さゆりはこの年の連続テレビ小説『君の名は』（『連続テレビ小説』開始30周年記念で1年放映。同作出演者の田中好子が審査員を担当）の主題歌「君の名は」を担当していたが、本紅白ではそちら楽曲ではなく当時最新曲であった「港唄」を歌唱した[7]。
- 今回はゲスト審査員のほか、無作為抽出による全国600世帯の視聴者モニター、会場の観客も審査に参加。なお、観客審査員の得点集計は例年のうちわやボードといった手法ではなく、観客席の真上に浮いているUFO型の模型に内蔵されたマイクにより観客の歓声を拾い集め、どちらの組により多くの歓声が集まったかをデシベルの単位で数値化し、その数値の高かったチームに会場審査員票を加算するというユニークな方式が採られた。
- 8対7で紅組が優勝（客席審査は紅組:109、白組:115と白組がリードしていたが、視聴者モニター審査は紅組:310、白組:283、ゲスト審査員は紅組:6、白組:5と紅組が逆転）。通算成績は紅組23勝19敗、白組19勝23敗。
- 今回から「蛍の光」演奏後、キャノン砲から紙テープをステージ上手・下手より客席上に発射して締めるのが恒例となった。
- 今回は21時前のニュースによる中断までを第1部、21:00 - 22:30（森山良子とアンディ・ウィリアムスの対戦カードまで）までを第2部、22:30 - 終了までを第3部とする計3部構成が採られた。ただし、第2部から第3部への移行時には中断が挿入されなかったため、ビデオリサーチ社による視聴率調査では第2部・第3部を併せて“第2部”として取り扱う形が採られており、後の紅白関連資料（NHKによる公式資料を含む）もこのビデオリサーチ社による区割りに則って今回の出場歌手・曲順が紹介されている。
- 今回の司会トリオは大好評を博し、翌年の第43回もこの3人の司会続投を望む声が多く寄せられた。最終的に堺と山川は続投したが、「3人共去年（今回）と一緒では新鮮味に欠ける、せめて紅だけでも変えたい」との番組側の方針により、紅組司会は浅野から石田ひかり（同年下期の連続テレビ小説『ひらり』のヒロイン）に交代となった[8]。浅野の司会担当は今回1度限りとなっている[9]。
- ビデオリサーチ調べ、関東地区における瞬間最高視聴率は谷村新司出演時に記録された58.5%である[10]。
- フジテレビ系ドラマ『北の国から'92巣立ち』において、劇中の大晦日のシーンでカーラジオから流れる音声として、本紅白がNHKから許諾を得て使用された。この時、ラジオ実況を担当していた当時NHKアナウンサーの大塚範一の声がそのまま同作で流れている。僅か数秒であるために本人も気付かず、後年になって関係者から「大塚の声ではないか?」と本人に確認したところ、「間違いない」と回答を得られ明らかになった。
- この年「替え唄メドレー」が大ヒットした嘉門達夫に応援団として出演依頼があったが、白組歌手としての依頼でないことを理由に辞退した。しかし、翌年の第43回に歌手として初出場が実現している[11]。

## 司会者
- 紅組司会：浅野ゆう子
- 白組司会：堺正章（この年の『愉快にオンステージ』ホスト役）
- 総合司会：山川静夫（NHK特別主幹）
- ラジオ中継：大塚範一（東京アナウンス室）

## 演奏
- 三原綱木とザ・ニューブリード・東京放送管弦楽団（指揮 三原綱木）
  - この回より、ビッグ・バンドの演奏は奈落で行なうようになった。

## 審査員
- 増井光子（多摩動物公園園長）:前年女性初の多摩動物公園園長に就任。
- 山崎豊子（作家）：この年『大地の子』で第39回菊池寛賞受賞。
- 秋山幸二（西武ライオンズ外野手）：ライオンズを日本シリーズ連覇に導いた功績から、日本シリーズMVP、正力賞を受賞。
- 芦原すなお（作家）：この年『青春デンデケデケデケ』で第105回直木賞受賞。
- 荻野アンナ（作家）：この年『背負い水』で第105回芥川賞受賞。
- 若花田勝・貴花田光司（いずれも大相撲・前頭）：二世兄弟関取として相撲界を沸かせた。
- 緒形直人（俳優）：翌年の大河ドラマ『信長 KING OF ZIPANGU』の主人公・織田信長役。
- 鷲尾いさ子（女優）：同じく『信長 KING OF ZIPANGU』のお市の方役。
- 田中好子（女優）：この年の連続テレビ小説『君の名は』の後宮悠起枝役。
- 小林由紀子・NHK番組制作局長
- 家族審査員（全国600家族）

## 大会委員長
- 中村和夫・NHK放送総局長

## 出場歌手
紅組、      白組、      企画、      初出場、      返り咲き。
| 曲順 | 組   | 歌手名                 | 回 | 曲目                                             |
| ---- | ---- | ---------------------- | -- | ------------------------------------------------ |
| 1    | 白   | バブルガム・ブラザーズ | 初 | WON'T BE LONG                                    |
| 2    | 紅   | 西田ひかる             | 初 | ときめいて                                       |
| 3    | 白   | SMAP                   | 初 | Can't Stop!!－LOVING－                           |
| 4    | 紅   | 工藤静香               | 4  | メタモルフォーゼ                                 |
| 5    | 白   | 吉田栄作               | 2  | もしも君じゃなきゃ                               |
| 6    | 紅   | 中山美穂               | 4  | Rosa                                             |
| 7    | 白   | スモーキー・マウンテン | 初 | TAYO NA(COME ON)                                 |
| 8    | 紅   | 森口博子               | 初 | ETERNAL WIND〜ほほえみは光る風の中〜             |
| 9    | 白   | ザ・ベンチャーズ       | 初 | 10番街の殺人〜ダイアモンド・ヘッド〜パイプライン |
| 10   | 紅   | 欧陽菲菲               | 3  | ラヴ・イズ・オーヴァー                           |
| 企画 | 企画 |                        |    | 祖国                                             |
| 11   | 白   | 前川清                 | 初 | そして、神戸                                     |
| 12   | 紅   | ライマ                 | 初 | VERNISAGE〜ELIZABET〜                            |
| 13   | 白   | 冠二郎                 | 初 | 酒場                                             |
| 14   | 紅   | 伍代夏子               | 2  | 恋挽歌                                           |
| 15   | 白   | 吉幾三                 | 6  | 女のかぞえ唄                                     |
| 16   | 紅   | 大月みやこ             | 5  | 冬の華                                           |
| 17   | 白   | チェッカーズ           | 8  | ミセス・マーメイド                               |
| 18   | 紅   | 永井真理子             | 初 | ZUTTO                                            |
| 19   | 白   | 河島英五               | 初 | 時代おくれ                                       |
| 20   | 紅   | 都はるみ               | 23 | 王将一代 小春しぐれ                              |
| 企画 | 企画 |                        |    | SMILE AGAIN 微笑をもう一度                       |

| 曲順 | 組   | 歌手名                 | 回 | 曲目                         |
| ---- | ---- | ---------------------- | -- | ---------------------------- |
| 21   | 紅   | 山本リンダ             | 5  | どうにもとまらない〜狙いうち |
| 22   | 白   | とんねるず             | 初 | 情けねえ                     |
| 23   | 紅   | Mi-Ke                  | 初 | 想い出の九十九里浜           |
| 24   | 白   | 美川憲一               | 8  | さそり座の女                 |
| 企画 | 企画 |                        |    | アクションショー             |
| 25   | 紅   | DREAMS COME TRUE       | 2  | Eyes to me                   |
| 26   | 白   | 光GENJI                | 4  | WINNING RUN                  |
| 27   | 紅   | 原由子                 | 初 | 花咲く旅路                   |
| 28   | 白   | X                      | 初 | Silent Jealousy              |
| 29   | 紅   | 南沙織                 | 8  | 色づく街                     |
| 30   | 白   | KAN                    | 初 | 愛は勝つ                     |
| 企画 | 企画 |                        |    | 頭スッキリ採点体操           |
| 31   | 紅   | サラ・ブライトマン     | 初 | オペラ座の怪人               |
| 32   | 白   | 少年隊                 | 6  | MASK'91                      |
| 企画 | 企画 |                        |    | カントリー・ミュージック     |
| 33   | 紅   | 香西かおり             | 初 | 流恋草                       |
| 34   | 白   | 鳥羽一郎               | 5  | 師匠                         |
| 35   | 紅   | 松原のぶえ             | 6  | 離愁…秋から冬へ              |
| 36   | 白   | 喜納昌吉               | 初 | 花〜すべての人の心に花を〜   |
| 企画 | 企画 | N響室内合奏団          |    | 交響曲第40番より第1楽章      |
| 37   | 紅   | 森山良子               | 6  | PEOPLE                       |
| 38   | 白   | アンディ・ウィリアムス | 初 | ムーン・リバー               |

| 曲順 | 組   | 歌手名         | 回 | 曲目                      |
| ---- | ---- | -------------- | -- | ------------------------- |
| 39   | 紅   | 八代亜紀       | 18 | 舟唄                      |
| 40   | 白   | 堀内孝雄       | 4  | 愛しき日々                |
| 41   | 紅   | テレサ・テン   | 3  | 時の流れに身をまかせ      |
| 42   | 白   | さだまさし     | 4  | 奇跡 〜大きな愛のように〜 |
| 企画 | 企画 |                |    | 紅白異種格闘技戦          |
| 43   | 紅   | 小林幸子       | 13 | 冬化粧                    |
| 44   | 白   | 槇原敬之       | 初 | どんなときも。            |
| 45   | 紅   | 沢田知可子     | 初 | 会いたい                  |
| 46   | 白   | 鈴木雅之       | 初 | ガラス越しに消えた夏      |
| 47   | 紅   | 川中美幸       | 9  | 炎情歌                    |
| 48   | 白   | 細川たかし     | 17 | 応援歌、いきます          |
| 49   | 紅   | ケー・ウンスク | 4  | 悲しみの訪問者            |
| 50   | 白   | 森進一         | 24 | 泣かせ雨                  |
| 51   | 紅   | 坂本冬美       | 4  | 火の国の女                |
| 52   | 白   | 五木ひろし     | 21 | おしどり                  |
| 53   | 紅   | 石川さゆり     | 14 | 港唄                      |
| 54   | 白   | 北島三郎       | 28 | 北の大地                  |
| 55   | 紅   | 和田アキ子     | 15 | あの鐘を鳴らすのはあなた  |
| 56   | 白   | 谷村新司       | 5  | 昴 ‐すばる‐               |

### 選考を巡って
- 前回に引き続き「21世紀に伝える歌」というテーマに基づいたアンケート調査、歌唱力、今年の活躍度に加え、新たにこの年4月にスタートした『歌謡リクエストショー』への反響やカラオケへのリクエスト状況が選出基準として加味された[17]。その結果、今回も懐かしい名曲・歌手がこの年のヒット曲や当代の人気歌手に混じって数多く紹介された[17]。
- リバイバル・ブームで話題となった歌手が、それぞれ紅白に久々に復帰出場。
  - 欧陽菲菲が第24回（1973年）以来18年ぶり、美川憲一と山本リンダが第25回（1974年）以来17年ぶり、森山良子が第26回（1975年）以来16年ぶりに復帰した。なお、美川はその人気再燃の契機を築いたコロッケとのデュエットで、「さそり座の女」を披露した。
- 前川清も内山田洋とクール・ファイブ（グループで紅白は1982年まで11回出場）脱退後にソロ歌手として9年ぶりに紅白に復帰した。
- テレサ・テンも1986年（昭和61年）以来5年ぶりの復帰となり、同1986年のヒット曲「時の流れに身をまかせ」を歌唱した。今回がテレサの生涯最後の紅白出場となり、1995年（平成7年）5月に42歳の若さで死去した。
- 芸能界引退者の南沙織が、紅白では第28回（1977年）以来14年ぶりに復帰した。最初、阿久悠からのメッセージを渡辺美佐子のナレーションで紹介の際に、彼女のレコード・デビュー曲で大ヒットとなった「17才」のメロディーが流れ、その後南本人が登場して「色づく街」を歌唱した。
- 初出場組はとんねるず、X、SMAP、森口博子、西田ひかる、海外からはショービジネス界の重鎮・アンディ・ウィリアムスや、日本におけるグループサウンズブームの火付け役であり根強い人気を誇るザ・ベンチャーズら計23組。この23組という初出場歌手数は番組史上最多であった。
  - サザンオールスターズとして過去3回出場（白組出場）経験のある原由子が、ソロとして紅組から初出場した[18]。着物姿でピアノ弾き語りにより夫の桑田佳祐が制作した「花咲く旅路」を披露した。
- この年も前回同様12月5日に紅組28組、白組27組の出場歌手を先ず発表。最終決定は12月12日までずれ込む。最後に決まった出場歌手はフィリピン人の音楽グループ、スモーキー・マウンテンだった[19]。
- HOUND DOGは、12月19日に歌唱曲が「ff (フォルティシモ)」と発表されたが、24日に「BRIDGE〜あの橋をわたるとき〜」（当時発売前の新曲）への変更を要請した。歌唱曲の発表後に変更を要請したことからNHKが認めず、もめた末にHOUND DOGが出場を辞退し、代わりにバブルガム・ブラザーズが初出場を決めた[20]。当日メンバーのBro.KORNは歌い終わりで「Thanks to HOUND DOG!」と叫んだ。HOUND DOGはその後、出場機会がなく未だ幻の出場となっている。ただし大友康平だけはNHKと絶縁関係にはならず、引き続き音楽番組をはじめとした様々な番組に出演している。
- このほか、先述の小泉の紅組司会就任の打診の件も含め、出演者交渉につき前回に続いて難航を極めた紅白であったものの、その苦境をバネに注目を集める人選が数多くためされた紅白でもあった。
  - この年「ラブ・ストーリーは突然に」がヒットした小田和正、「SAY YES」がヒットしたCHAGE and ASKAへの出演オファーを行ったが、両者共「大晦日はテレビ出演をしない」という理由で断られた[17]。
- 前回出場した宮沢りえも、この年「目立った歌手活動がなかった」ことを理由に落選した[17]。
- 河内家菊水丸は出場歌手の候補にのぼったものの落選。応援団での出演交渉を行ったものの、出演はかなわなかった[21]。
- 出場歌手の選考以前の段階で、ディック・リーが出場候補として挙がっていると報道された[22]。

## ゲスト出演者
- 桂三枝[23]：吉田栄作と森口博子の曲間、とんねるずの曲紹介、「紅白異種格闘技戦」。
- 徳田章（東京アナウンス室）：ラトビア・リガより中継。
- 間寛平：前川清とライマ・バイクレの曲間で「引きずり女」。
- コロッケ：大月みやことチェッカーズの曲間および美川憲一の曲中。
- 上田早苗（東京アナウンス室）：長崎県島原市より中継。
- ショー・コスギ：「アクションショー」。
- ケイン・コスギ：同上。
- KANZAI BOYA[24]：光GENJIのバックダンサー。
- 東京ボンバーズ：同上。
- コント55号：Xと南沙織の曲間。
- 輪島直幸（『テレビ体操』指導）：「頭スッキリ採点体操」（『クイズ百点満点』で行っていた「満点体操」の派生版）。
- TOKIO：少年隊のバックダンサー。
- 島木譲二：「紅白異種格闘技戦」。
- 池乃めだか：同上。
- チャーリー浜：同上。

### 演奏ゲスト
- 山本直純:「SMILE AGAIN 微笑をもう一度」で指揮担当。
- 前田憲男：森山良子の指揮担当。
- リチャード・カウフマン：アンディ・ウィリアムスの指揮担当。
- 羽田健太郎：アンディ・ウィリアムスのピアノ伴奏。
- ケンタッキー・カントリー：「カントリー・ミュージック」
- 藤山一郎：エンディング「蛍の光」で指揮担当。